# Крик гагари
«Крик гагари» («Крик гагары») — радянський художній фільм 1980 року, знятий режисером Сергієм Лінковим на кіностудії «Ленфільм».

## Сюжет
Під час армійських навчань, якими керує командувач округу, спостерігається неузгодженість дій. Командир полку майор Брагін тричі наказує зайняти вихідні позиції і тричі полк повертається на вихідну, а потім знову зривається в атаку. Майора Брагіна усувають від командування полком і наказують прийняти командування начальнику штабу підполковнику Коренєву. «Можливо, Ви візьмете полк на себе?» — звертається генерал до начальника штабу Коренєва, який давно вже мріяв командувати саме цим полком. «У цьому немає потреби. Командир полку грамотний офіцер і цілком здатний вирішити поставлене завдання» — відповідає Корнєв генералу. Саме так він і думає цієї хвилини.

## У ролях
- Олексій Жарков — Брагін, майор, командир полку
- Анатолій Васильєв — Коренєв, начальник штабу підполковник
- Павло Іванов — головна роль
- Ольга Первєєва — головна роль
- Олена Драпеко — Віра
- Григорій Гай — роль другого плану
- Василь Корзун — роль другого плану
- Анна Алексахіна — Василіса
- Віра Титова — дружина офіцера
- Олег Єфремов — Жадков
- Соня Джишкаріані — Оля
- Юрій Прокоф'єв — лейтенант
- Олександр Жданов — Сараєв
- Валерій Козинець — Шулепов
- Станіслав Соколов — Артюхов
- Станіслав Фесюнов — генерал
- Валентина Паніна — епізод
- Гелена Івлієва — епізод
- Геннадій Вєрнов — епізод
- Юрій Башков — епізод
- Віктор Терехов — епізод
- Валерій Миронов — епізод
- Сергій Голубєв — епізод

## Знімальна група
- Режисер — Сергій Лінков
- Сценарист — Михайло Кураєв
- Оператор — Володимир Васильєв
- Композитор — Григорій Фрід
- Художники — Ігор Вускович, Римма Нарінян